# Hangman - Il gioco dell'impiccato
Hangman - Il gioco dell'impiccato (Hangman) è un film del 2017 diretto da Johnny Martin e interpretato da Al Pacino, Karl Urban e Brittany Snow.

## Trama
Un investigatore della Omicidi, Will Ruiney, a cui è stata da poco uccisa la moglie, insieme con la giornalista Christi Davies e con  il suo vecchio partner Archer rientrato in servizio nonostante fosse andato in pensione, indagano su un  omicidio. 
Fuori da una scuola è stato ritrovato il cadavere impiccato di una docente la quale ha inciso sul petto la lettera "O". All'interno della scuola su una scrivania sono, invece, incisi i numeri dei badge dei due detective. Il cadavere presenta numerose fratture che si scoprirà essere state causate da pratiche sadomaso causate dalla partner della donna Joey Truman, che, però, risulterà estranea all'omicidio.
Un nuovo omicidio viene commesso all'interno di una chiesa dove è parroco David Green, gli investigatori trovano un'altra vittima con una testa di maiale sul capo e con incisa sul petto la lettera "N". È chiaro che l'assassino si ispira al gioco dell'impiccato. Il reverendo Green interrogato risponde di non aver visto nulla ma segnala un episodio strano che gli è capitato: tempo addietro è stato aggredito da uno sconosciuto che gli aveva prelevato del sangue. I detective capiscono che l'assassino ucciderà altre 7 persone ogni 24 ore. Proseguendo nelle indagini, i tre scoprono che sulla testa del maiale è incisa una sigla che li porta in un macello dove trovano un'altra vittima, Eric Anderson, che ha incisa sul petto la lettera "M". A questo punto Ruiney capisce che anche sua moglie è stata vittima del mostro: anche lei aveva incisa, infatti, sul petto una lettera ed in particolare la lettera "V".  
A casa di Anderson i detective trovano una riproduzione di un modellino ferroviario che fa loro capire dove verrà uccisa la prossima vittima. E infatti, raggiunta la stazione ferroviaria, viene rinvenuto, ancora vivo, legato sopra i binari della ferrovia, un uomo che Ruiney tenta di salvare, ma invano, dal momento che i colleghi lo fanno desistere a causa dell'arrivo di un treno. La vittima si scopre che aveva causato l'incidente nel quale il capitano di polizia Watson, che coordina le azioni, era rimasta paralizzata. E proprio quest'ultima diventa la nuova vittima del killer, anche se viene salvata dai due detective. Nel frattempo viene uccisa Joey Truman e sul petto ha incisa la lettera "T".
Prendendo in esame alcuni dati, tra cui un periodo di inattività dell'omicida tra la morte della moglie di Ruiney e la notte in cui è stato prelevato il sangue al reverendo Green, gli investigatori risalgono ad un uomo, tale Adam Kellerman, già arrestato in passato per aggressione e che aveva venduto il modellino della ferrovia ad Anderson. Raggiunto il negozio di giocattoli di Kellerman, trovano quest'ultimo morto e con attorno una serie di prove che lo fanno apparire come l'autore degli omicidi.
Il serial killer rapisce la giornalista per farla divenire la prossima vittima mettendole un cappio al collo attaccato ad un ventilatore da soffitto. La donna in precedenza era  riuscita a strappare all'assassino una collana con un ciondolo particolare, una sorta di teschio. 
Archer, trovato il ciondolo, ricorda di aver arrestato l'anno prima un uomo e capisce che questi altri non è che il figlio di un uomo che tanti anni prima si era suicidato davanti al figlioletto, disperato perché raggiunto da una notifica di sfratto. Proprio Archer aveva seguito il caso ed era intervenuto. Ricorda, poi, che proprio in quel giorno ricorre l'anniversario di quel suicidio e capisce di doversi recare al Mausoleo. Qui  trova la giornalista e il killer che gli ricorda di essere quel bambino e gli rinfaccia di non avergli evitato all'epoca di essere affidato agli assistenti sociali. Nel frattempo arriva Ruiney che spara e ferisce l'assassino. Archer però durante una colluttazione con l'omicida, sbatte la testa e muore. Ruiney nota una parola "evictionem", che significa sfratto in latino e uccide l'uomo.
Durante il funerale di Archer, viene recapitato a Ruiney uno strano biglietto che gli annuncia un nuovo gioco dell'impiccato.

## Produzione
Le riprese del film sono iniziate il 17 novembre 2016 ad Atlanta.

## Promozione
Il primo trailer del film viene diffuso il 19 ottobre 2017.